# Andrômeda III
Andrômeda III é uma galáxia anã esferoidal, a aproximadamente 2.44 milhões de anos-luz, na direção da constelação de Andromeda. And III faz parte do Grupo Local e é uma galáxia satélite da Galáxia de Andrômeda (M31). And III foi descoberta por Sidney van den Bergh, usando placas fotográficas, em 1970 e 1971.